# 老戴公庙
老戴公庙，坐落在中华人民共和国湖南省长沙市望城区，是一座道教宫观。

## 沿革
老戴公庙最早建立在唐朝（618年–907年），供奉戴公三圣，即戴宗德、戴宗仁、戴宗义三兄弟，三兄弟擅长医道、施财舍药、普济众生，人们尊称为“戴公三真人”，并且建立祠庙祭祀。
中华民国八年（1919年），人们对戴公祠进行扩建，正式命名“老戴公庙”，门联、匾额由书法家周介裪书写。
1958年，土地改革运动时期，老戴公庙遭到封禁。文化大革命时期，老戴公庙被红卫兵夷为平地。1988年，当地群众捐款组织重建老戴公庙，书法家周昭怡（周介裪之女）按原样重写门联、匾额。1993年，望城县人民政府确定老戴公庙为县级重点文物保护单位。1997年，望城县人民政府以《望政199751号文》上报长沙市人民政府，湖南省宗教局以《湘宗复1998 1号》批复将戴公庙作为宗教活动场所予以保留。2003年，望城县民族宗教事务局正式颁证确定为宗教活动场所。

## 殿宇
老戴公庙主要殿宇是：山门、关圣殿、观音阁、戴公圣殿、钟楼、鼓楼、三清殿。